# Ezetimib
Ezetimib ist ein Arzneistoff aus der Gruppe der 2-Azetidinone und hemmt die Resorption des Cholesterins am Bürstensaum der Zottenzellen des Dünndarms.
Seit 2002 wird er in Deutschland unter dem Handelsnamen Ezetrol (Hersteller: MSD Sharp & Dohme/Essex) zur Behandlung von Hypercholesterinämien  vermarktet.

## Synthese
Für die Herstellung von Ezetimib sind verschiedene Synthesewege entwickelt worden. Eine im Schering-Plough Research Institute entwickelte Synthese geht von kommerziell erhältlichem 3-(S)-Hydroxy-γ-butyrolacton als Chiral-Pool-Baustein aus.
Im zentralen ersten Schritt wird durch Zugabe von Lithiumdiisopropylamid bei −35 °C in einem Gemisch aus Dimethylpropylenharnstoff und Dimethylformamid das Dianion des Lactons erzeugt. Durch weitere Zugabe eines arylsubstituierten Imins bildet sich in guter Ausbeute und hoher Enantio- und Diastereoselektivität das trans-Lactam. Im nächsten Schritt wird die Diol-Seitenkette durch Oxidation mit Natriumperiodat in den Aldehyd überführt. Der Aldehyd wird mit 4-Fluoracetophenon unter Zugabe von Lithiumdiisopropylamid in einer Mukaiyama-Aldolreaktion in ein Hydroxyketon überführt. Durch Dehydratisierung mit p-Toluolsulfonsäure entsteht ein Enon. Dieses wird über ein Corey-Bakshi-Shibata-Reduktion in den chiralen Alkohol überführt. Nach Entfernung der Schutzgruppe des Phenols entsteht im letzten Schritt das Zielprodukt Ezetimib.

## Anwendungsgebiete
Laut Fachinformation ist Ezetimib für folgende Anwendungsgebiete zugelassen:
- Primäre Hypercholesterinämie

Ezetimib ist zusammen mit einem HMGCoA-Reduktase-Hemmer (Statin) eingenommen begleitend zu einer Diät angezeigt zur Anwendung bei Patienten mit primärer (heterozygoter familiärer und nicht familiärer) Hypercholesterinämie, bei denen die Therapie mit einem Statin allein nicht ausreicht.
Eine Monotherapie mit Ezetimib ist begleitend zu einer Diät angezeigt zur Anwendung bei Patienten mit primärer (heterozygoter familiärer und nicht familiärer) Hypercholesterinämie, bei denen ein Statin als ungeeignet erachtet oder nicht vertragen wird.
- Homozygote familiäre Hypercholesterinämie (HoFH)

Ezetimib ist zusammen mit einem Statin eingenommen begleitend zu einer Diät angezeigt zur Anwendung bei Patienten mit homozygoter familiärer Hypercholesterinämie. Die Patienten können weitere begleitende Therapien (wie LDL-Apherese) erhalten.
- Homozygote Sitosterinämie (Phytosterinämie)

Ezetimib ist begleitend zu einer Diät angezeigt zur Anwendung bei Patienten mit homozygoter familiärer Sitosterinämie.

## Pharmakologische Eigenschaften
Ezetimib inaktiviert vollständig den Cholesterol-Transporter NPC1L1.
Der Wirkstoff wird im Dünndarm durch UDP-Glucuronosyltransferasen in sein β-Glucuronid umgewandelt, welches die Resorption von Cholesterin noch stärker hemmt als Ezetimib selbst. Das Glucuronid wird im Dünndarm resorbiert und gelangt mit der Galle wieder zurück in den Dünndarm (Enterohepatischer Kreislauf).
Dadurch wird über die Nahrung zugeführtes (exogenes) ebenso wie das über die Galle ausgeschiedene (biliär endogene) Cholesterin zu 50 % weniger über den Dünndarm aufgenommen. Über eine Erhöhung der endogenen Cholesterinproduktion in der Leber reduziert sich der Effekt letztlich auf eine max. 20%ige Senkung der Serumspiegel des LDL-Cholesterins.
Bei einer gleichzeitigen Senkung der Triglyzerid-Spiegel um 5,7 % und einer nur schwach ausgeprägten Erhöhung der HDL-Konzentration ist die Wirkung somit geringer als nach Gabe von Statinen, so dass Ezetimib bislang nur als Reservemedikament bei einer Unverträglichkeit der Statine oder Resorptionshemmern wie Colestyramin zu sehen ist. Allerdings führt die Kombination mit Statinen zu einer weiteren signifikanten Senkung der LDL-Werte als Surrogatparameter für schwerwiegende Herz-Kreislauferkrankungen.

## Klinische Angaben

### Besondere Patientengruppen
Zur Anwendung in der Schwangerschaft und Stillzeit sowie bei Kindern unter 10 Jahren liegen keine klinischen Daten vor.
Eine 12-fache Erhöhung des Plasmaspiegels von Ezetimib wurde nach gleichzeitiger Einnahme von Ciclosporin bei einem nierentransplantierten Patienten mit sehr stark eingeschränkter Nierenfunktion beobachtet.

### Unerwünschte Wirkungen
Die häufigsten Nebenwirkungen von Ezetimib bei einer Monotherapie sind Magen-Darm-Beschwerden, Müdigkeit und Kopfschmerzen. Zudem sind allergische Reaktionen und Transaminasenanstiege möglich.
Die Nebenwirkungen der Simvastatin/Ezetimib-Kombination bewegten sich auf dem Niveau der Simvastatin-Monotherapie, jedoch wurden in der SEAS-Studie vermehrt Krebsfälle unter Ezetimib gesehen.

### Wechselwirkungen
Bei Patienten, die gleichzeitig Ezetimib und einen der Blutgerinnungshemmer Warfarin oder Fluindion einnehmen, wurden Erhöhungen der INR festgestellt, welche die Gerinnungsneigung des Blutes angibt. Warfarin und Fluindion gehören zur Wirkstoffklasse der Vitamin-K-Antagonisten (VKA), ebenso wie das in Deutschland verbreitetere Phenprocoumon (Handelsname u. a. Marcumar). Grund für diese Wechselwirkung ist wahrscheinlich die Hemmung des Lipidtransporters NPC1L1 durch Ezetimib. Da NPC1L1 auch die Vitamin-K-Aufnahme reguliert, kann es bei Einsatz von Ezetimib zu Wechselwirkungen mit Vitamin-K-Antagonisten kommen.
Bei Patienten, die Ezetimib und Ciclosporin erhalten, sollten die Ciclosporin-Konzentrationen überwacht werden.

### Studien
Direkt nach der Markteinführung von Ezetimib (Handelsname Ezetrol) im November 2002 wurde Ezetimib seitens des Arzneimitteltelegrammes wie folgt bewertet:
- Ezetimib senkt das Serumcholesterin durch Hemmung der Cholesterinabsorption aus dem Darm mit einem Wirkmechanismus, der sich von bisherigen Lipidsenkern unterscheidet.
- Langzeitstudien zu klinischem Nutzen und Sicherheit fehlen.
- Bei den seltenen familiären Formen der Hypercholesterinämie und Sitosterinämie könnte sich für Ezetimib ein Reservestatus ergeben. Der therapeutische Stellenwert für diese Patientengruppe bleibt aber in weiteren Studien mit klinisch relevanten Endpunkten zu klären.[13]

Bis 2010 lagen keine Studien vor, die die Verminderung von Krankheitshäufigkeit und Sterblichkeit zeigen konnten. Keine veröffentlichte Studie lief länger als drei Monate, untersucht wurden nur indirekte Krankheitszeichen (Surrogatparameter) wie Blutwerte oder die Dicke der Schlagaderwand (Intima-Media-Dicke). Ein Beispiel ist die EASE-Studie (Ezetimibe Add-On to Statin for Effectiveness) an 3030 bisher unzureichend behandelten Patienten: Für sechs Wochen erhielten 2010 von ihnen Statin plus Ezitimib bzw. 1020 Statin plus Placebo. Es kam zu einer signifikanten Senkung des LDL-Cholesterins um 26 % gegenüber 3 %. Behandlungsziel war ein LDL-Cholesterinwert von 95 mg/dl. Mit Placebo erreichten das 21 %, mit Ezetimib 71 %.
In dem Abschlussbericht, den das Institut für Qualität und Wirtschaftlichkeit im Gesundheitswesen am 12. September 2011 dem G-BA vorgelegt hat (8 Jahre und 10 Monate nach der Einführung von Ezetimib auf den deutschen Markt), lautet das Fazit wie im Vorbericht: „Es gibt keinen Beleg für einen Nutzen oder einen Schaden einer Behandlung von Patienten mit Hypercholesterinämie mit Ezetimib im Vergleich zu einer Behandlung mit Placebo. Dies gilt sowohl für die Mono- als auch die Kombinationstherapie. Für die Monotherapie lagen keine Studien vor.“ Des Weiteren enthielt der Bericht Folgendes: „Hohe Cholesterinwerte im Blut gelten als ein Risikofaktor für Herzinfarkte und andere Herz-Kreislauf-Erkrankungen. Allerdings bedeutet das nicht zwangsläufig, dass jedes Medikament, das die Cholesterinwerte senkt, auch Herzinfarkten vorbeugen kann […] Insbesondere fehlen Belege, dass Patientinnen und Patienten einen höheren Nutzen haben, wenn sie Ezetimib zusätzlich zu Statinen zur Herzinfarktvorbeugung einnehmen.“
Die Publikation der ENHANCE-Studie wurde lange verzögert. Auf öffentlichen und politischen Druck hin wurden am 14. Januar 2008 einige Resultate der ENHANCE-Studie durch die Ezetimib-Hersteller in den USA vorveröffentlicht: Beim Primärendpunkt – der Intima-Media-Dicke – gab es keinen signifikanten Unterschied zwischen Simvastatin/Ezetimib und Simvastatin allein. Nur eine größere Senkung des LDL Spiegels gegenüber der Simvastatin Monotherapie wurde erreicht; diese war allerdings kein erstrangiges Studienziel.
Eine Langzeitstudie zur Beurteilung der Sicherheit und des Langzeitnutzens, die IMPROVE-IT–Studie (Beginn: Oktober 2005) wurde 2015 abgeschlossen. Es handelte sich um eine doppelblinde, placebo-kontrollierte, randomisierte Studie an 18.144 über 50-jährigen Hochrisikopatienten aus 39 Ländern. Die Studienteilnehmer hatten zu Beginn der Studie keine Hypercholesterinämie, ihr LDL-Cholesterin musste zwischen 50 und 125 mg/dl liegen. Die Ergänzung der Statin-Therapie nach einem akuten Koronarsyndrom durch den Wirkstoff Ezetimib senkte den LDL-Wert der Patienten zusätzlich um bis zu 23 %. Bei der Sterblichkeit der Studienteilnehmer brachte Ezetimib keinen Vorteil, die Inzidenzrate für den kardiovaskulären Tod, für den nichttödlichen Herzinfarkt, für die erneute Hospitalisierung wegen instabiler Angina, für die Revaskularisation sowie für den nichttödlichen Schlaganfall sank zusammen signifikant um 6,4 % im Vergleich zur Kontrollgruppe.

## Österreich
In Österreich werden die Kosten der Verordnung von den Krankenkassen übernommen, sofern unter laufender Statintherapie bei Patienten mit klinisch manifester Arteriosklerose (KHK) und/oder Diabetes mellitus das LDL höher als 113 mg/dl bleibt.

## Handelsnamen
Monopräparate
Ezetrol (D, A, CH)
Kombinationspräparate
- mit Simvastatin: Inegy (D, A, CH), Goltor (D)
- mit Atorvastatin: Atozet (D, A, CH, J), Tioblis (D), Atorimib (D), Ezeato (A)
- mit Rosuvastatin: Ezehron Duo (D), Antilia (D)
- mit Bempedoinsäure: Nustendi (EU), Nexlizet (USA)